# Nogat
De Nogat is een 62 km lange zijarm van de rivier de Wisła (Weichsel). De Nogat mondt in tegenstelling tot de Wisła uit in het Wislahaf, terwijl de Wisła uitmondt in de Bocht van Gdańsk.
De Nogat takt ter hoogte van Biała Góra bij Sztum af van de Wisła. Kort daarna mondt de rivier de Liwa uit in de Nogat. De Nogat stroomt dan verder in noordoostelijke richting langs Malbork om iets ten noordwesten van Elbląg in het Wislahaf uit te monden. Het stroomgebied van de Nogat is 1330 km² groot.